# 波尔塞纳的弥撒
《波尔塞纳的弥撒》是意大利文艺复兴大师拉斐尔的一幅 湿壁画，绘制于1512 年至 1514 年之间。拉斐尔接受委托，装饰梵蒂冈宗座宫的一些房间，现在称为拉斐尔房间。《波尔塞纳的弥撒》这幅画位于赫略多洛 室（Stanza di Eliodoro） ，该室得名于其中拉斐尔的另一幅湿壁画《将赫略多洛赶出圣殿》。